# 사이클 슬립
사이클 슬립(cycle slip)이란 GPS 측량시 반송파의 위상추적회로에서 위상값을 순간적으로 놓침으로서 발생하는 오차를 말한다. 사이클슬립의 원인은 주위의 지형지물로 인한 신호의 단절, 반송파에 포함된 잡음, 반송파의 낮은 신호강도, 낮은 위성고도이다.
사이클슬립의 효과는 GPS 수신기의 위상추적회로의 종류에 따라 다르지만 일반적으로 반송파 파장의 정수배만큼 위상차가 달라지므로 그만큼 거리측정에 오차가 생기는 것이다.
일반적으로 반송파 측위법에서는 동일한 관측시기에서는 파장의 정수치 불확정(Integer Ambiguity)값을 상수로 취급하여 연립방정식을 풀어 측량값을 구하므로 사이클슬립이 발생한 관측시기의 측량값은 발생하지 않은 측량값과는 상당한 차이가 있으므로 데이터의 전처리단계에서 다른 측량값과의 비교를 통하여 쉽게 제거할 수 있다.
또한, 최근의 기선해석 소프트웨어는 사이클슬립의 영향을 자동으로 소거해주는 기능을 포함하고 있다.